# Ketchum, Idaho
Ketchum är en stad i Blaine County i södra Idaho i USA. Ketchum har drygt 3 000 invånare, och i närheten är turistorten Sun Valley belägen.